# Pierre Lambicchi
 (décembre 2014).
Pierre Lambicchi, né le 8 septembre 1949 à Marseille, est un médecin spécialisé en cardiologie. Il fut grand maître et président du conseil de l’ordre du Grand Orient de France de septembre 2008 à septembre 2010.

## Biographie
Pierre Lambicchi est né en 1949 à Marseille, ville où ses parents sont employés municipaux. Après des études de médecine, il devient médecin réanimateur puis cardiologue. 
Il est l’organisateur de colloques dont celui consacré à l’Europe de la Bioéthique, près du Conseil de l’Europe, en 1990, à Strasbourg et celui concernant les Lois de 1905 à Marseille en 2006.

## Parcours au sein du Grand Orient de France
En 1976, il entre en franc-maçonnerie (comme son père, son oncle et son grand-père maternels avant lui) dans une loge du Grand Orient de France.
Après avoir été élu vénérable maître de sa loge maçonnique, il devient grand orateur au sein du Conseil de l'Ordre du Grand Orient de France en 1991, pour un mandat de trois ans.  Après s'être temporairement retiré des fonctions nationales, il reprend des initiatives et exerce la fonction d’adjoint au Grand Secrétaire aux Affaires Intérieures en 2007. 
Il est l'auteur de Les Loges de la République, écrit en collaboration avec le journaliste Olivier Magnan, dont les droits sont intégralement reversés à la Fondation du Grand Orient de France. 

En septembre 2008, il est élu grand maître du Grand Orient de France. Il succède ainsi à Jean-Michel Quillardet.

## Distinctions
- Chevalier de la Légion d'honneur
- Chevalier de l'ordre des Palmes académiques

- Titulaires de décorations maçonniques étrangères[1].